# San Nicolò (Pietra Ligure)

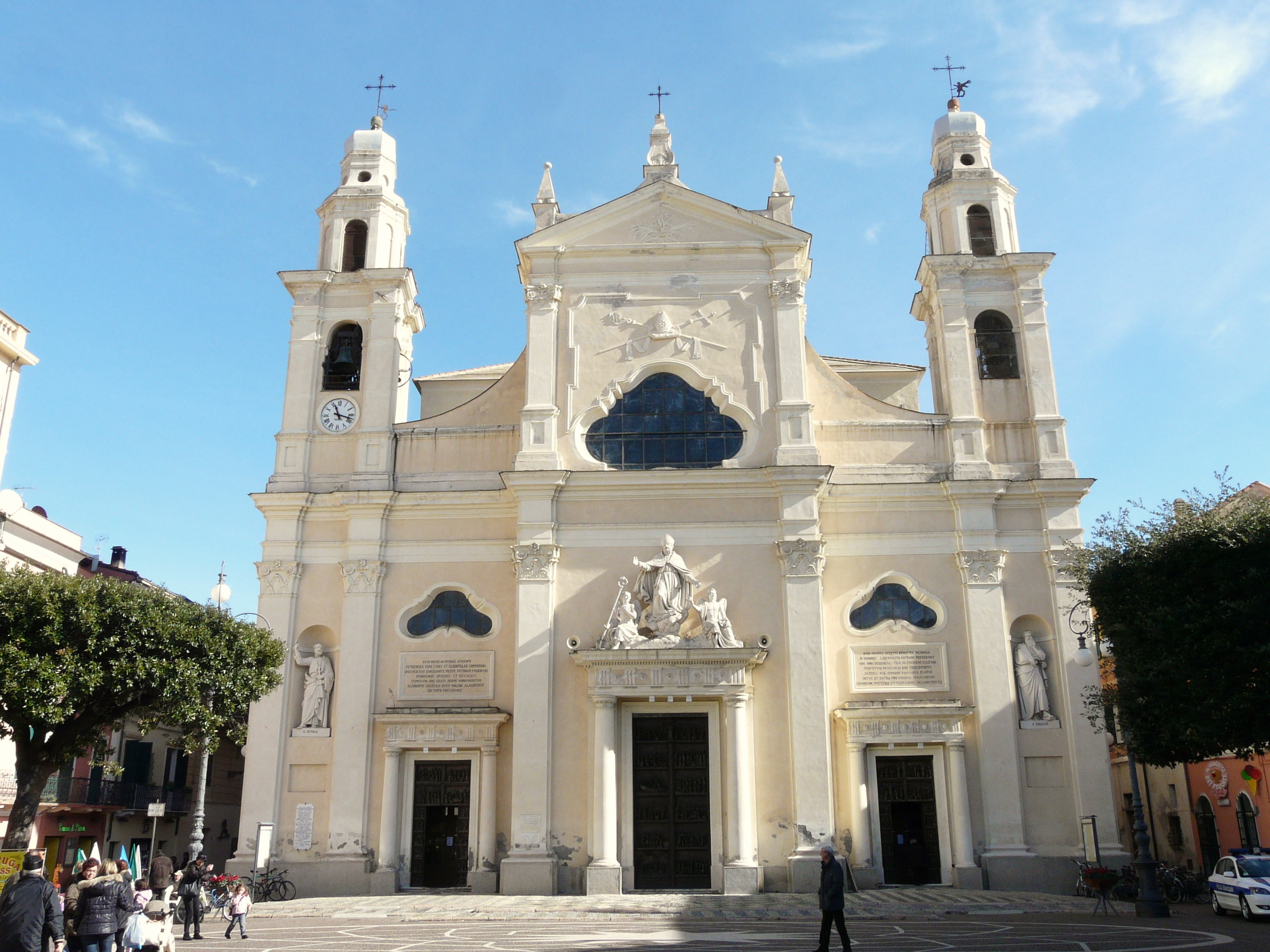
Basilika San Nicolò

Die Basilika San Nicolò ist eine römisch-katholische Kirche in Pietra Ligure in der italienischen Region Ligurien. Die Pfarrkirche des Bistums Albenga-Imperia hat den Rang einer Basilica minor. Die barocke Kirche wurde Ende des 18. Jahrhunderts erbaut und im 19. Jahrhundert mit Einflüssen der Neorenaissance an der Fassade fertiggestellt.

## Geschichte

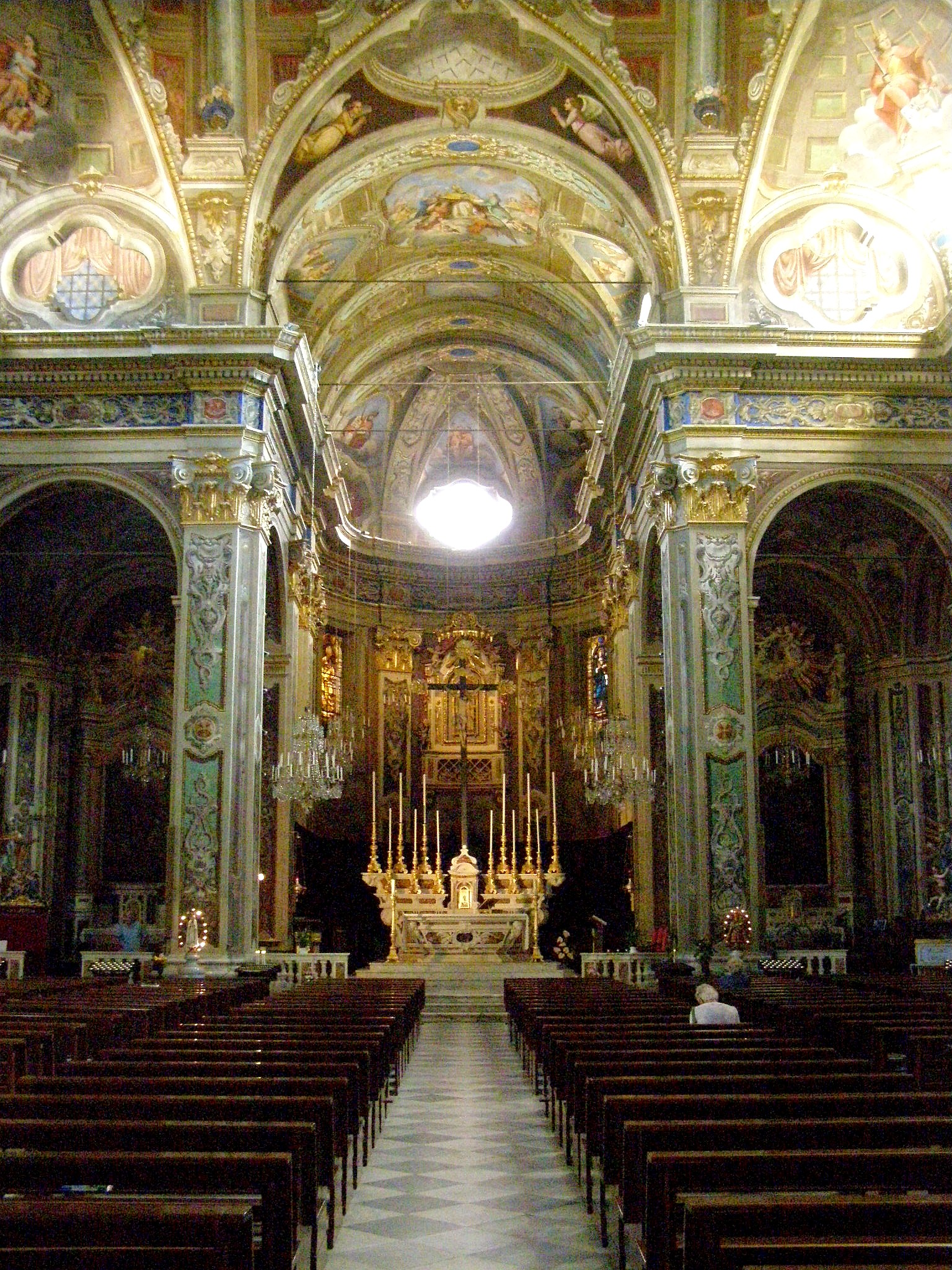
Innenraum

Der Bau der Kirche geht auf ein Gelübde der Gemeinde nach einer überstandenen Pestepidemie zurück, deren Ende einer Erscheinung des hl. Nikolaus von Myra am 8. Juli 1525 zu verdanken sei. Die Diskussionen über den Standort des Gebäudes parallel zum Strand zogen sich jedoch bis in die erste Hälfte des 18. Jahrhunderts hin.
Die Arbeiten begannen 1752 nach dem Entwurf des Architekten Giovanni Battista Montaldo aus Genua und dauerten 41 Jahre. Die Kirche wurde am 25. November 1791 eingeweiht, obwohl sie unvollendet war und nur einen Glockenturm hatte. 1794 wurde noch ein wertvolles Chorgestühl aus dunklem Nussbaumholz zusammen mit einer solchen Kanzel eingebaut, die aus der alten Kathedrale von Marseille stammten und vor den Verwüstungen der französischen Revolution gerettet worden waren. Danach ruhte der Kirchenbau. Nach der napoleonischen Herrschaft wurden im November 1814 die drei ersten Glocken der Gießerei Bozzoli installiert, 1858 begann mit dem Hochaltar aus Marmor die weitere Ausstattung der Kirche. Im Jahr 1863 wurde die Fassade mit dem Giebel und dem zweiten Glockenturm vollendet, mit dessen Bau Leonardo Giobellini beauftragt wurde. Die Kirche wurde am 8. Juli 1891 zum einhundertjährigen Bestehen feierlich geweiht.
Zum zweihundertjährigen Bestehen wurde sie von Papst Johannes Paul II. zur Basilica minor erhoben. Im Jahr 2000 schenkte der Bischof von Albenga-Imperia, Mario Oliveri, der Basilika den früheren Hochaltar der Kathedrale, ein Werk der Gebrüder Stalla aus dem Jahr 1720. Nach der Neueindeckung und Restaurierung der Apsis und des Chors wurde die Basilika 2012 einer Restaurierung unterzogen.

## Architektur
Die Saalkirche wurde mit einem einzigen, breiten Kirchenschiff entworfen, an das sich sechs Seitenkapellen anschließen. Die Innenlänge beträgt 56 m bei einer Breite von bis zu 27,50 m. Das bis zu 25 m hohe Kirchenschiff wird von einem Spiegelgewölbe über einer Fläche von 23,50 × 27,50 m überspannt, eines der größten in Europa. Die Fassade besitzt drei Bronzeportale des Bildhauers Andrea Monfredini vom Ende des 20. Jahrhunderts und wird von zwei dreigeschossigen Glockentürmen flankiert, die ähnlich hoch wie der Mittelgiebel ragen. Über dem Hauptportal ist eine Statue des hl. Nikolaus installiert, in Turmnischen werden Petrus und Paulus dargestellt, alle geschaffen von dem Bildhauer Luigi Sacco.

## Ausstattung

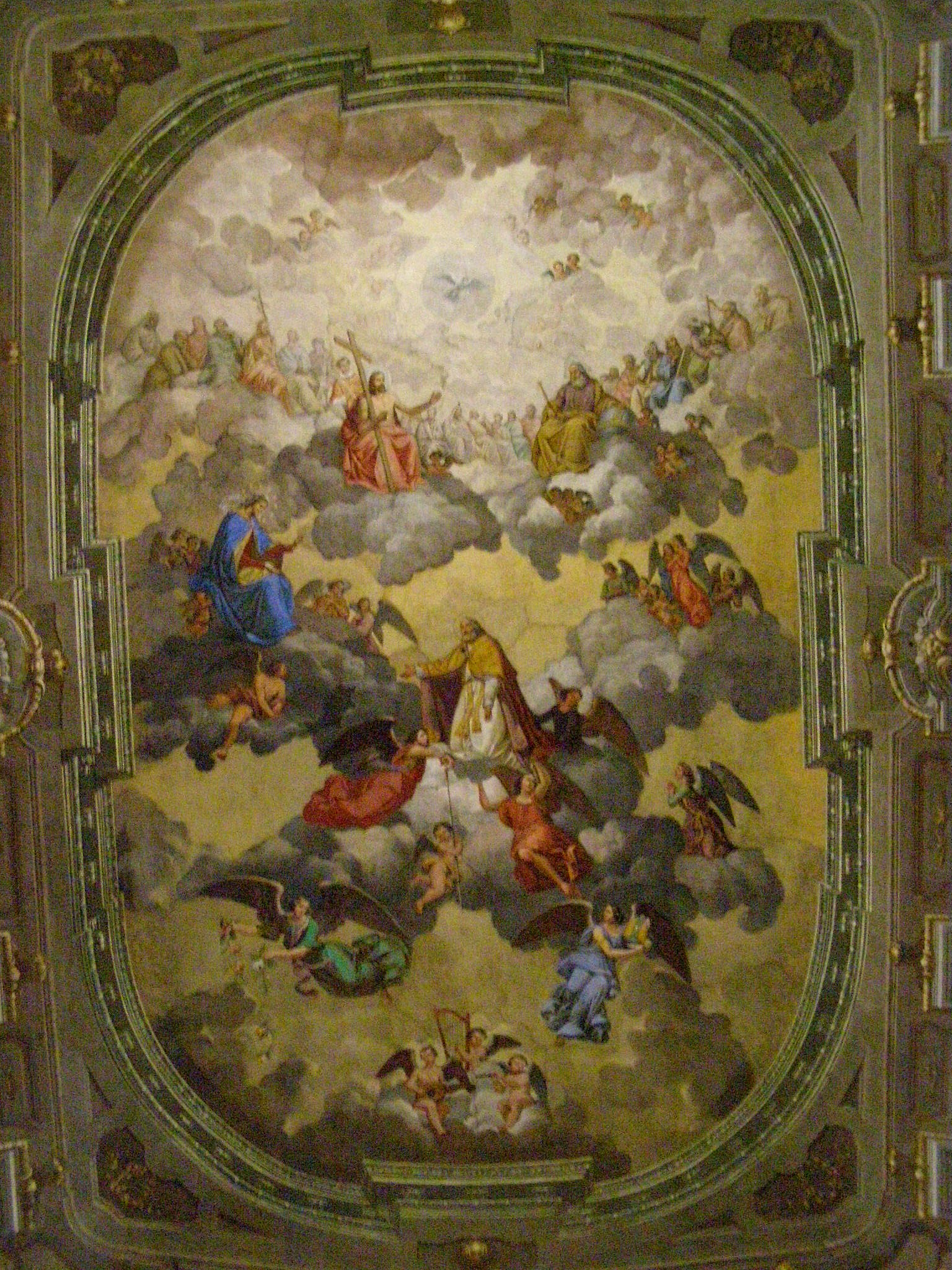
Zentrales Deckenfresko

Der Hochaltar stammt von den Marmorwerkern von Vallebona aus Genua. 1866 wurden die Fresken und die umfangreiche Innendekoration von den Figurinisten Luigi Sacco und Antonio Novaro fertiggestellt. Auch die Statuen des Innenraums sowie die hölzernen Prozessionsfigurengruppen der Madonna dell’Assunta (1858) und des Heiligen Nikolaus (1877) stammen von Antonio Brilla.
Die Seitenkapellen sind den Patrozinien Franz von Assisi, Josef, Maria Dolorosa, Isidor, Mariä Himmelfahrt und der Kreuzigung gewidmet und wurden von Adelsfamilien aus Pietrasanta errichtet. Zwei große halbkugelförmige Kapellen zu beiden Seiten des Hochaltars, die dem Heiligsten Herzen Jesu und dem hl. Antonius Abbas gewidmet sind, wurden von den beiden gleichnamigen Gesellschaften gebaut.
Zu den Gemälden gehören die hölzerne Ikone des hl. Nikolaus des Genueser Malers Giovanni Barbagelata von 1496, sie wurde in der Apsis aufgestellt. Eine Ikone des hl. Antonius und des hl. Paulus von Domenico Piola stammt aus dem Jahr 1661. Die Flucht nach Ägypten aus dem Jahr 1637 stammt von Giovanni Battista Merano. Weiterhin sind die Madonna des Guten Rates aus dem 16. Jahrhundert zu sehen, die Madonna der Gesundheit, die Stigmata des hl. Franz von Assisi, die Castellino Castello zugeschrieben werden und das Heilige Herz, gemalt von Stefano Casabona im Jahr 1791.
Zu den Skulpturen gehören ein Prozessionskruzifix (ehemals der Bruderschaft der hl. Katharina), das Anton Maria Maragliano aus Genua zugeschrieben wird, und fünf Holzstatuen von Brilla, darunter Unsere Liebe Frau von der Himmelfahrt (1858), Unsere Liebe Frau von den Schmerzen (1861), ehemals der Bruderschaft der Disziplinierten, des hl. Nikolaus (1877) und acht Stuckfiguren (vier Evangelisten und Kirchenlehrer), ebenfalls von Brilla.

### Orgel
Nach Vorgängerorgeln aus dem 18. und 19. Jahrhundert 1907 baute die Orgelbaufirma Cavalli aus Lodi ein neues mechanisches Instrument und installierte es über dem Hauptportal, ausgestattet mit zwei Manualen und Pedal, das 29 pneumatische Register mit insgesamt 1960 Pfeifen hat.

### Glocken
Der heutige Geläut besteht aus 14 Glocken, die sich auf die vier Glockenstühle der beiden Glockentürme verteilen. In der unteren Zelle des vorgelagerten Glockenturms sind die 4 Glocken, mit denen der Gottesdienst verkündet wird, in einem System mit Gegengewicht installiert.